# Grone (Fluss)
Die Grone ist ein etwa 6 km langer, linker bzw. westlicher Zufluss der Leine im Stadtgebiet von Göttingen (Niedersachsen).

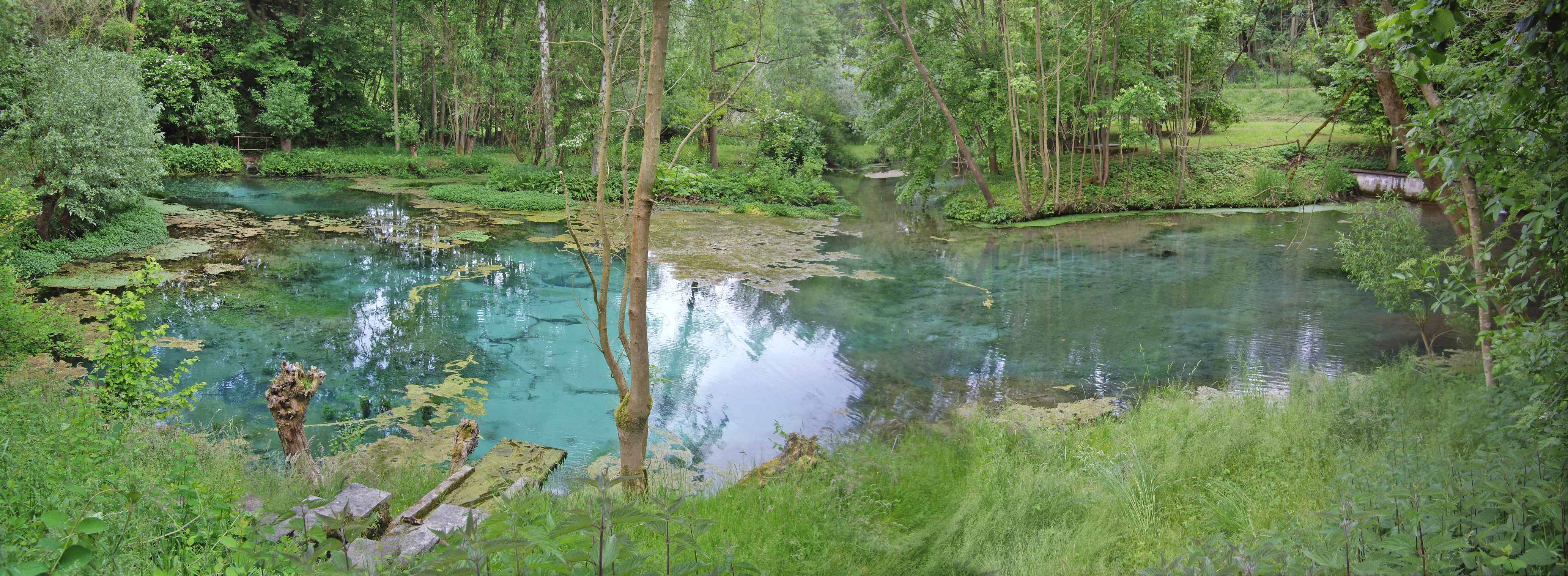
Gronespring

Der Bach entspringt am Gronespring unterhalb bzw. östlich des Stadtteils Hetjershausen, fließt durch den Stadtteil Grone, durchquert das Industriegebiet und passiert den Levinschen Park, dessen Teiche er speist. Er mündet unterhalb bzw. nördlich des Hagenbergs und östlich des Holtenser Bergs (174 m ü. NN) in die von Süden kommende Leine.
Der Fluss wird im Jahr 1334 (twisschen … der Grone) erstmals schriftlich erwähnt. Der Ort Grone erscheint in den urkundlichen Aufzeichnungen schon ab 929 (Gronaa, 941 Gruonaha). Der Name setzt sich aus den altsächsischen Wörtern *grōni für 'grün' und aha für 'Fließgewässer' zusammen. Er wurde auf die Pfalz Grona und den Stadtteil übertragen.